# دينيس إي. ديلون
دينيس إي. ديلون (بالإنجليزية: Denis E. Dillon)‏ هو محامي وسياسي أمريكي، ولد في 21 ديسمبر 1933، وتوفي في 15 أغسطس 2010 بسبب لمفوما. حزبياً، نشط في الحزب الجمهوري والحزب الديمقراطي.